# Sonic the Hedgehog (computerspel)
Sonic the Hedgehog is een computerspel uit 1991 dat is ontwikkeld door Sonic Team en uitgegeven door Sega. Het is het eerste spel waarin het personage Sonic the Hedgehog meespeelt, en het begin van een populaire spelserie.

## Geschiedenis
Eind jaren 1980 en begin 1990 had Sega een mascotte nodig, net zoals Mario dat voor Nintendo was. Om zich te onderscheiden van Nintendo zocht Sega naar een karakter dat een oudere leeftijdsgroep aansprak, en Sega wilde een spel dat de mogelijkheden van de nieuwe 16 bit-spelcomputer liet zien.
Sega van Japan hield een competitie om mascottes in te sturen. Grafisch artiest Naoto Oshima ontwierp een blauwe egel genaamd Sonic, die in een prototype werd verwerkt door programmeur Yuji Naka. Naka en Hirokazu Yasuhara werkten samen aan het Sonic spel dat uitkwam in 1991. Vernieuwend was dat het spel een techniek gebruikt waarbij het spelfiguur langs een curve kan rollen.
Sonic the Hedgehog bleek een groot commercieel succes te zijn voor Sega.

## Spel
In het platformspel moet de speler Sonic door verschillende velden leiden, van de linker- naar de rechterkant. Het bestaat uit zes zones (werelden) met drie sublevels genaamd acts. Op het eind van de derde act vindt een baasgevecht plaats met Dr. Robotnik. Er zijn zes speciale velden die de speler kan bereiken door ten minste 50 ringen te verzamelen en door een grote ring te springen aan het eind van de act. In een speciaal veld draait de wereld om Sonic heen, en hij kan hier een Chaos-smaragd verdienen. Wanneer Sonic alle zeven Chaos-smaragden heeft verzameld kan hij met 50 ringen transformeren in Super Sonic.
Er zijn verschillende wegen die de speler kan doorlopen. Sonic kan tijdens het spel gouden ringen verzamelen die hem beschermen tegen een aanval van vijanden. Ook zijn in televisies voorwerpen verborgen, zoals een beschermingsschild, extra leven, snelle renschoenen, of 10 extra ringen.
Sonic the Hedgehog beweegt zich met de snelheid van het geluid. In de meeste spellen van die tijd kon men maar één snelheid aanhouden. In dit spel is dat verbeterd, want de speler heeft de mogelijkheid om af te remmen, en om steeds sneller te gaan. Dit was toen een heel nieuw concept. Sonic had ook de mogelijkheid om zich op te rollen als een bal, voor bijvoorbeeld speciale obstakels.
Het eerste level Green Hill Zone werd een klassieker binnen de Sonic-serie, en voor computerspellen in het algemeen als een herkenbaar en karakteristiek level.

### 8 bit-versie
De 8 bit-versie van het spel werd uitgebracht in hetzelfde jaar als de 16 bit-versie. Dit spel kwam uit voor de Sega Game Gear en de Sega Master System. De spelervaring van deze versie is vrijwel hetzelfde als de 16 bit-versie, maar bevat grafisch minder details en kleuren, loopings, en een lagere snelheid vanwege de beperkingen van de 8 bit-systemen.

## Platforms
| Jaar | Platform                                       |
| ---- | ---------------------------------------------- |
| 1991 | Game Gear, Sega Master System, Sega Mega Drive |
| 2005 | J2ME                                           |
| 2006 | Game Boy Advance, Virtual Console (Wii)        |
| 2007 | Xbox 360, iPod Classic                         |
| 2009 | BlackBerry, iPhone                             |
| 2010 | Windows                                        |
| 2011 | PlayStation 3                                  |
| 2013 | Android, Nintendo 3DS, iPad                    |

## Ontvangst
| Beoordeeld door                      | Platform           | Datum            | Score |
| ------------------------------------ | ------------------ | ---------------- | ----- |
| Pixel-Heroes.de                      | Sega Master System | november 2003    | 100%  |
| Game Freaks 365                      | Sega Master System | 10 juni 2005     | 100%  |
| Retrogaming History                  | Game Gear          | 29 januari 2009  | 100%  |
| Retrogaming History                  | Sega Master System | 28 februari 2008 | 100%  |
| Retrogaming.it                       | Sega Master System | 28 februari 2008 | 100%  |
| SEGA-Mag (Objectif-SEGA)             | Sega Master System | 19 maart 2009    | 100%  |
| Entertainment Weekly                 | Sega Mega Drive    | 23 augustus 1991 | 100%  |
| Mean Machines                        | Sega Mega Drive    | juli 1991        | 92%   |
| ASM (Aktueller Software Markt)       | Sega Master System | januari 1992     | 92%   |
| neXGam                               | Game Gear          | 27 december 2009 | 92%   |
| Retrogaming History                  | Sega Mega Drive    | 20 januari 2010  | 90%   |
| Eurogamer.net (GB)                   | Xbox 360           | 16 juli 2007     | 90%   |
| SegaFan.com                          | Sega Master System | 14 juli 2003     | 86%   |
| Defunct Games                        | Sega Master System | 7 januari 2007   | 85%   |
| Play Magazine                        | Xbox 360           | 2006             | 85%   |
| Megablast                            | Sega Mega Drive    | 1992             | 83%   |
| Power Play                           | Sega Mega Drive    | september 1991   | 82%   |
| The DOS Spirit                       | Sega Mega Drive    | 25 december 2013 | 75%   |
| SegaFan.com                          | Xbox 360           | 25 december 2006 | 71%   |
| HonestGamers                         | Sega Mega Drive    | 20 december 2003 | 70%   |
| Game Informer Magazine               | Xbox 360           | januari 2007     | 68%   |
| Xbox Front                           | Xbox 360           | 1 december 2006  | 64%   |
| Jeuxvideo.com                        | Xbox 360           | 21 november 2006 | 45%   |
| GameDaily                            | PlayStation 3      | 8 februari 2007  | 40%   |
| Pocket Magazine / Pockett Videogames | Game Boy Advance   | 14 november 2006 | 20%   |
| AceGamez                             | Game Boy Advance   | 2007             | 20%   |
| G4 TV: X-Play                        | Xbox 360           | 30 januari 2007  | 20%   |
| The A.V. Club                        | PlayStation 3      | 12 december 2007 | 16%   |
| The Video Game Critic                | Xbox 360           | 10 januari 2007  | 0%    |
| FZ                                   | Xbox 360           | 6 december 2006  | 0%    |

## Compilaties
Het spel werd opgenomen in verschillende compilatiespellen:
| Naam                                   | Jaar | Platforms                             |
| -------------------------------------- | ---- | ------------------------------------- |
| Sonic Compilation                      | 1995 | Sega Mega Drive                       |
| Genesis 6-Pak                          | 1996 | Sega Mega Drive                       |
| Sonic Jam                              | 1997 | Sega Saturn                           |
| Sega Smash Pack                        | 2001 | Dreamcast                             |
| Sonic Mega Collection                  | 2002 | Nintendo GameCube                     |
| Sonic Mega Collection Plus             | 2004 | PlayStation 2, Xbox en PC             |
| Sega Mega Drive Collection             | 2006 | PlayStation 2 en PlayStation Portable |
| Sonic's Ultimate Mega Drive Collection | 2009 | Xbox 360 en PlayStation 3             |
| Sonic Classic Collection               | 2010 | Nintendo DS                           |

## Trivia
- Het spel is opgenomen in het boek 1001 Video Games You Must Play Before You Die van Tony Mott.